# Liever een Pallieter
Liever een Pallieter is het eerste album van de Nederlandse band Laroux. Op de cd staan dertien nummers die zijn geïnspireerd op folkmuziek van over de hele wereld.
De composities zijn alle veelal geschreven door Lenny Laroux en zijn medemuzikanten. Uitzonderingen daarop zijn Rosa en Als de stad ontwaakt, die gebaseerd zijn op traditionele folknummers. Geef mij een seconde is een Nederlandstalige cover van Red, Blue and Gray van Pete Townshend. De titelsong van de cd is gebaseerd op Pallieter, een rondzwervende levensgenieter uit een verhaal van Felix Timmermans. Laroux liet zich inspireren door het zorgeloze bestaan dat deze persoon leidde, ver verwijderd van de stress van de huidige maatschappij. Het nummer Herbergier van Pidalgo, is een muzikale bewerking is van het gelijknamige verhaal van Godfried Bomans. En opgedragen aan zijn Nederlands leraar die hem in een moeilijke tijd door het leven hielp.
Twee nummers, Hou vast en De ogen van Stella, werden uitgebracht als single.
Voor de opname van deze cd heeft Lenny Laroux gebruikgemaakt van meer dan vijfentwintig bevriende muzikanten. Het werken met zoveel muzikanten bleek tijdens de opnamen een enorme logistieke klus, maar wel met een die volgens de recensies zijn vruchten afwierp.

## Musici
- Ad van Emmerik - akoestische gitaar
- Anje Andriessen - zang
- Baaf Stavenuiter - drums
- Caspar Falke - programming
- Dagny van der Loo - koorzang
- Dennie van Belzen - gitaar
- Derk Korpershoek - bas, gitaar, mandoline
- Dick van Schaik - doedelzak
- Dikki van der Woerdt - elektrische gitaar
- Erik Eijsbouts - zang
- Guido van der Sluis - akoestische gitaar
- Hans Melis - akoestische gitaar, banjo, mandoline
- Harry Hartholt - mouth-tube
- Hellen Ploeger - viool
- Janos Koolen - akoestische gitaar, banjo, klarinet, mandolines
- Karin Poell - koorzang
- Lenny Laroux - accordeon, fujara, draailier, talkin’drum, triangel, tin-voice, trekzak, xylofoon, zang
- Lucas Amor - viool
- Marijn Raijmaker - bas, contrabas
- Marjan van Urk - cello
- Mart Welten - drums
- Maurits Raijmakers - elektrische gitaar, akoestische gitaar, E-bow, zang
- El Perequin - flamenco-gitaar, palmas
- Tjalling Schotanus - klarinet
- Ton van Dort - drums, percussie, djembe, programming
- Willem Nagtegaal - tin whistle, low whistle, trekzak

## Tracklist
1. Maliënkolder. Tekst en muziek: L. Laroux
2. Loebas (instrumentaal). Muziek: D. Korpershoek
3. Liever een Pallieter. Tekst: L. Laroux. Muziek: L. Laroux en D. Korpershoek.
4. De ogen van Stella. Tekst en muziek: L. Laroux
5. Als de stad ontwaakt. Tekst: L. Laroux. Muziek: traditional.
6. Herbergier van Pidalgo. Tekst: L. Laroux en D. korpershoek, vrij naar G. Bomans. Muziek: L. Laroux en D. Korpershoek.
7. Geef me een seconde. Tekst: L. Laroux. Muziek: P. Townshend.
8. Hou vast. Tekst en muziek: L. Laroux
9. Werkmans weekend 5336. Tekst en muziek: L. Laroux
10. Plein van Villon. Tekst en muziek: L. Laroux
11. Rosa. Tekst: L. Laroux. Muziek: traditional (Rudegul Seglar).
12. Cyber Heraut. Tekst en muziek: L. Laroux
13. Ander zicht. Tekst: L. Laroux. Muziek: Hans Melis